# Фролов, Анатолий Иванович (Герой Социалистического Труда)
Анатолий Иванович Фролов (род. 18 октября 1930, Сергиев Посад, Московская область) — советский и российский железнодорожник, машинист электровоза локомотивного депо Москва-3 Московской железной дороги, Герой Социалистического Труда (1981), депутат Верховного Совета РСФСР (1980—1985), почётный железнодорожник СССР.
В течение всей трудовой жизни водил поезда на линии Москва — Ярославль-Главный — Данилов.
Первым в СССР в 1984 году провёл по железной дороге 24-вагонный пассажирский поезд. Первым в СССР в 1962 году провёл грузовой состав весом 3567 тонн.

## Биография
Родился в 1930 году в Загорске в семье бригадира полеводов, затем председателя колхоза Ивана Петровича Фролова, ушедшего в 1941-м добровольцем на фронт Великой Отечественной войны. Ещё в детстве Толя наблюдал как близ Дмитрова рабочие Первой трудовой армии прокладывали стальную колею Большой московской окружной, подвозили на тачках щебень, песок, шпалы. После окончания школы-семилетки подростком работал на торфоразработках близ Сергиева Посада.
В 1949 году Фролов по совету своего друга Сергея Лукьянова, работавшего машинистом электропоезда пригородного сообщения на электрифицированном участке Москва — Александров, поступил в железнодорожное училище № 3 (позже ПТУ № 129). Его первым наставником был мастер производственного обучения Константин Митрофанович Мацнев, выпускник этого же училища 1935 года, знаток слесарского дела, ремонта и обслуживания электропоездов. Учителями Фролова были участники Великой Отечественной войны — Александр Горшков, Семён Ещин, Виктор Ковлас, Александр Левдин и другие. Особо ценными для Анатолия оказались ежедневные практические работы по ремонту электроподвижного состава. Окончил училище в 1951 году с отличием. В числе немногих выпускников был отобран на электровоз, новый по тем временам вид тяги.
Работать на железной дороге начал в 1950 году помощником машиниста электровоза в депо Москва-3. Освоил электровоз за полтора года, «первым номером» поехал 2 февраля 1952 года. Быстро овладел и стал распространять передовой опыт по вождению грузовых и пассажирских поездов, экономии электроэнергии ресурсами рекуперации. Избирался председателем профкома цеха эксплуатации.
Вся трудовая биография Фролова связана с депо Москва-3. Всего машинистом электровоза грузовых и пассажирских поездов отработал на Московской железной дороге 37 лет. Первым в СССР в 1962 году провёл грузовой состав весом 3567 тонн (по маршруту Александров — Москва). Первым в СССР в 1984 году провёл по железной дороге самый длинносоставный, 24-вагонный пассажирский поезд (по маршруту Москва — Ярославль). Первый в СССР машинист, который провёл пассажирский поезд в одно лицо. Предотвратил два крушения на железной дороге.
На пенсию Фролов ушёл в конце 1986 года. После этого ещё 17 лет работал мастером производственного обучения в Железнодорожном колледже № 52, разработал покилометровые карты профиля пути на линии Москва — Ярославль-Главный — Данилов; готовил помощников машиниста электровоза для Московской железной дороги.

## Награды и признание
Звание Героя Социалистического Труда с вручением золотой медали «Серп и молот» присвоено указом Президиума Верховного Совета СССР от 16 января 1981 года № 3776-Х за подписью Л. И. Брежнева. Кавалер двух орденов Ленина и ордена Трудового Красного Знамени. Награждён медалью «За доблестный труд в Великой Отечественной войне 1941-1945гг».
В 1980—1985 — депутат Верховного Совета РСФСР от Сокольнического района Москвы. Избирался членом Московского городского совета профессиональных союзов Москвы (2-го созыва), депутатом XXVI съезда КПСС, XVII съезда профсоюзов СССР, делегатом II съезда железнодорожников России в 1996 году и I съезда железнодорожников ОАО «РЖД» в 2008 году.
Неоднократно лично общался с первыми лицами государства, в том числе с Леонидом Брежневым и Борисом Ельциным.

## Ветеранская деятельность

Анатолий Фролов в возрасте 90 лет вальсирует в День Победы 2021 года. Рижский вокзал

Почётный ветеран МЖД. С 2001 года Фролов возглавляет Совет ветеранов депо Москва-3. С 2002 года — член Московского городского совета ветеранов. Фролов — почётный педагог Железнодорожного колледжа № 52, принимает участие в жизни ветеранского городского совета педагогического труда Москвы. Член правления Ассоциации Героев Социалистического Труда и полных кавалеров ордена Славы, председатель ревизионной комиссии Всероссийской организации «Трудовая доблесть России», в которую входит более 70 регионов.

## Семья
Родоначальник железнодорожной династии: жена Елена Ивановна (в браке с 22 августа 1959 года), дочь Ольга (род. 1961) и внук Максим (род. 1984) работали на Московской магистрали.